# Global Champions Tour 2013

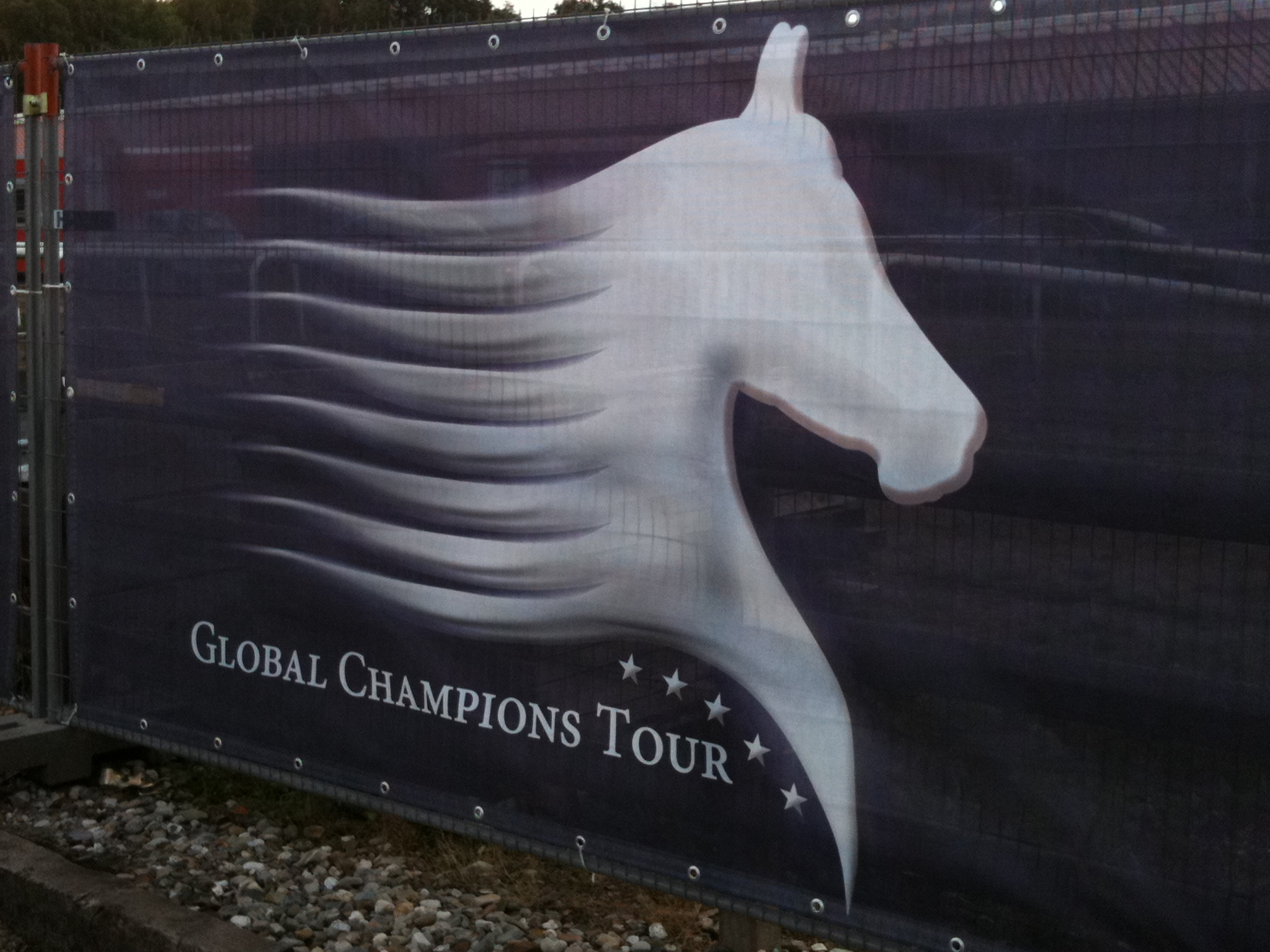
Logo der Global Champions Tour

Die Global Champions Tour 2013 war die achte Saison der Global Champions Tour, einer internationalen Turnierserie. Sie gilt als eine der wichtigsten Serien im Springreiten.
Mit der Saison 2013 wurde Longines als neuer Namenssponsor und Zeitmesser der Serie präsentiert, diese trägt daher nun den Namen Longines Global Champions Tour 2013. Die Global Champions Tour (GCT) ist eine von der FEI anerkannte Turnierserie, die Organisation hat Jan Tops inne.

## Ablauf der Turnierserie
Die Turniere, in deren Rahmen die Global Champions Tour 2013 stattfanden, werden mehrheitlich in Europa durchgeführt (elf Stationen). Den Abschluss bildete eine Etappe auf der Arabischen Halbinsel.
Alle Turniere wurden als CSI 5*, der höchsten Kategorie im Springreiten, ausgeschrieben.
Die Wertungsprüfungen fanden jeweils am Samstagnachmittag oder -abend statt. Sie waren als Springprüfung mit zwei unterschiedlichen Umläufen und Stechen ausgeschrieben, die Hindernishöhe betrug bis zu 1,60 Meter. Diese Prüfungen waren jeweils mit mindestens 285.000 € dotiert.
Den zweiten Umlauf der Prüfungen erreichten jeweils die besten 18 Reiter des ersten Umlaufs oder alle Reiter mit fehlerfreien Ritten, soweit dies mehr als 18 sind. Das Stechen erreichten jeweils die Teilnehmer, die nach den zwei Umläufen punktgleich auf Platz eins geführt wurden (im Regelfall also in beiden Umläufen fehlerfrei blieben).
Die Saison 2013 war kürzer als die des Vorjahres, sie dauert vom 3. Mai bis 23. November 2013.

## Medien
Eurosport war, wie in den Vorjahren, Medienpartner der Global Champions Tour und übertrug den zweiten Umlauf sowie das Stechen der Wertungsprüfungen live oder zeitversetzt live. Außerhalb der TV-Übertragungen wurden viele Prüfungen der Global Champions Tour-Turniere auf der Internetseite der Global Champions Tour per Livestream übertragen.

## Die Prüfungen

### 1. Prüfung: Madrid
Erneut änderte sich der Austragungsort der spanischen Global Champions Tour-Etappe im Vergleich zu den Vorjahren: Im Jahr 2013 findet diese im Club de Campo Villa de Madrid in Madrid statt. Hier wurden in vorangegangenen Jahren bereits CSI 5*-Turniere und Nationenpreisturniere durchgeführt. Das Turnier findet vom 3. Mai bis 5. Mai 2013 statt. Neben der Global Champions Tour-Wertungsprüfung, die am Samstag ab 17:00 Uhr durchgeführt wurde, findet am Sonntag der traditionsreiche Königscup (Copa del Rey) statt.
Im ersten Umlauf der GCT-Prüfung bleiben 13 Reiter mit ihren Pferden ohne Springfehler, zwei von ihnen mussten jedoch Zeitstrafpunkte hinnehmen. Fünf weitere Reiter mit vier Strafpunkten qualifizierten sich aufgrund ihrer schnellen Zeit noch für den zweiten Umlauf. Von den Reitern mit vier Strafpunkten gelang nur Marcus Ehning mit Noltes Küchengirl ein fehlerfreier Umlauf, diese konnten sich damit auf den neunten Platz im Endklassement vorarbeiten. Acht Starterpaaren gelang im zweiten Umlauf eine zweite fehlerfreie Runde, diese zogen damit in das Stechen ein. Im Stechen mussten sieben Reiter Strafpunkte hinnehmen, nur Michael Whitaker gelang mit seinem Wallach Viking ein dritter fehlerfreier Ritt, was ihm den Sieg einbrachte.
|             | Reiter                 | Pferd            | 1. Umlauf | 1. Umlauf   | 2. Umlauf | 2. Umlauf   | Stechen  | Stechen | Wertungs- punkte |
| Strafpunkte | Reiter                 | Pferd            | Zeit (s)  | Strafpunkte | Zeit (s)  | Strafpunkte | Zeit (s) |         | Wertungs- punkte |
| ----------- | ---------------------- | ---------------- | --------- | ----------- | --------- | ----------- | -------- | ------- | ---------------- |
| 1           | Michael Whitaker       | Viking           | 0         | -           | 0         | -           | 0        | 49,53   | 40               |
| 2           | Laura Kraut            | Jubilee d'Ouilly | 0         | -           | 0         | -           | 0        | 44,37   | 37               |
| 3           | Álvaro de Miranda Neto | Bogeno           | 0         | -           | 0         | -           | 0        | 47,66   | 35               |

(Plätze eins bis drei von insgesamt 50 Teilnehmern)

### 2. Prüfung: Hamburg
Die erste Etappe der Global Champions Tour 2013 in Deutschland, das Deutsche Spring- und Dressurderby, fand vom 9. Mai bis zum 12. Mai 2013 in Hamburg-Klein Flottbek statt. Der Große Preis von Hamburg, die GCT-Wertungsprüfung dieses Turniers, wurde ab 13.25 Uhr Ortszeit ausgetragen.
Im ersten Umlauf gelang lediglich acht Reitern ein fehlerfreier Ritt, so dass sich zehn Reiter mit einem Ergebnis von vier Strafpunkten für den zweiten Umlauf qualifizierten. Im zweiten Umlauf gelang zehn Startern eine fehlerfreie Runde, hiervon waren fünf zum zweiten Mal ohne Fehler geblieben. Diese fünf Teilnehmer zogen damit in Stechen ein, das von den deutschen Reitern dominiert war: neben drei deutschen Startern qualifizierte sich auch die gebürtige Deutsche Katharina Offel. Die für die Ukraine reitende Offel musste im Stechen als einzige Abwürfe hinnehmen und kam mit acht Strafpunkten auf den fünften Rang. Mit fast einer Sekunde Vorsprung vor dem Zweitplatzierten gewann Christian Ahlmann mit Codex One die Prüfung.
|             | Reiter            | Pferd          | 1. Umlauf | 1. Umlauf   | 2. Umlauf | 2. Umlauf   | Stechen  | Stechen | Wertungs- punkte |
| Strafpunkte | Reiter            | Pferd          | Zeit (s)  | Strafpunkte | Zeit (s)  | Strafpunkte | Zeit (s) |         | Wertungs- punkte |
| ----------- | ----------------- | -------------- | --------- | ----------- | --------- | ----------- | -------- | ------- | ---------------- |
| 1           | Christian Ahlmann | Codex One      | 0         | -           | 0         | -           | 0        | 49,33   | 40               |
| 2           | Daniel Deußer     | Cornet d'Amour | 0         | -           | 0         | -           | 0        | 50,25   | 37               |
| 3           | Roger-Yves Bost   | Nippon d'Elle  | 0         | -           | 0         | -           | 0        | 52,25   | 35               |

(Plätze eins bis drei von insgesamt 44 Teilnehmern)

### 3. Prüfung: Wiesbaden

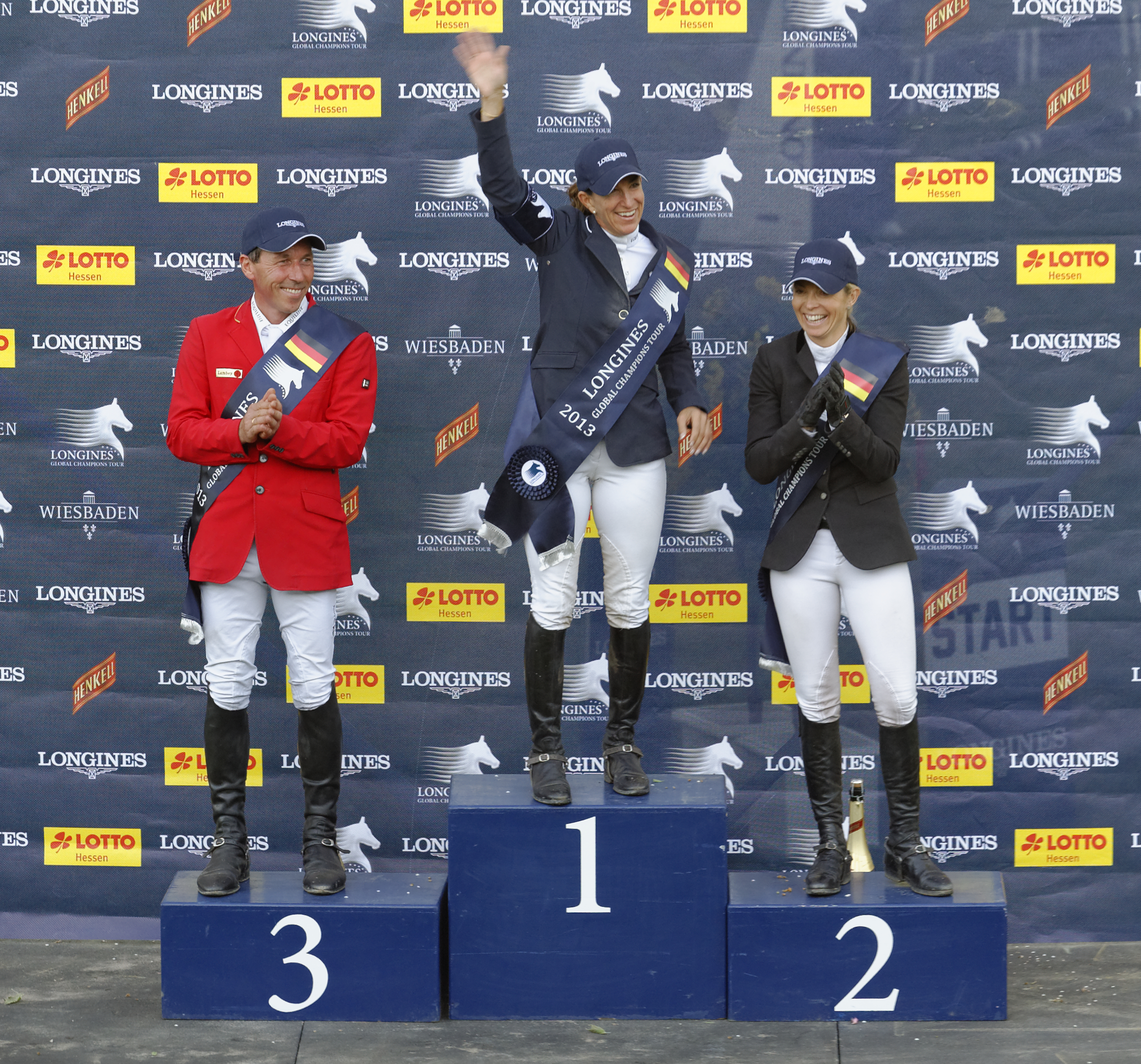
Siegerehrung der GCT-Wertungsprüfung in Wiesbaden

Zum zweiten Mal Teil der Global Champions Tour ist das Internationale Pfingstturnier in Wiesbaden. Dieses zum 77. Mal ausgetragene Turnier wird im Schlosspark Biebrich vom 17. Mai bis zum 20. Mai 2013 durchgeführt. Der GCT Grand Prix wurde am 18. Mai 2013 ab etwa 16:30 Uhr ausgetragen.
Der erste Umlauf der Prüfung stellte für die Reiter ein gut lösbare Aufgabe dar, 20 Teilnehmer beendeten den Parcours mit weniger als vier Strafpunkten. Da sich jedoch nur 18 Starter für den zweiten Umlauf qualifizieren, verpassten zwei Reiter mit einem Zeitstrafpunkt die Teilnahme an diesem. Der zweite Umlauf war spürbar schwerer gebaut, insbesondere die Schlusslinie mit einer zweifachen Kombination und einem Steilsprung führte zu einigen Fehlern. Sechs Pferd-Reiter-Paaren gelang eine fehlerfreie Runde im zweiten Umlauf, diese qualifizierten sich damit für das Stechen.
Nachdem Ludger Beerbaum mit Chiara als erster Starter im Stechen einen fehlerfreien Ritt in etwas gemäßigtem Tempo zeigte (was am Ende den vierten Platz brachte), versuchten alle nachfolgenden Reiter über schnelle Ritte sich den Sieg zu sichern. Nachdem sich zunächst Edwina Tops-Alexander an die Spitze setzte, hatte am Ende Laura Kraut die Spitzenposition inne, mit Cedric war sie nochmals 23 Hundertstelsekunden schneller als Tops-Alexander.
|             | Reiter                | Pferd           | 1. Umlauf | 1. Umlauf   | 2. Umlauf | 2. Umlauf   | Stechen  | Stechen | Wertungs- punkte |
| Strafpunkte | Reiter                | Pferd           | Zeit (s)  | Strafpunkte | Zeit (s)  | Strafpunkte | Zeit (s) |         | Wertungs- punkte |
| ----------- | --------------------- | --------------- | --------- | ----------- | --------- | ----------- | -------- | ------- | ---------------- |
| 1           | Laura Kraut           | Cedric          | 0         | -           | 0         | -           | 0        | 45,12   | 40               |
| 2           | Edwina Tops-Alexander | Itot du Chateau | 0         | -           | 0         | -           | 0        | 45,35   | 37               |
| 3           | Hans-Dieter Dreher    | Magnus Romeo    | 0         | -           | 0         | -           | 0        | 46,76   | 35               |

(Plätze eins bis drei von insgesamt 50 Teilnehmern)

### 4. Prüfung: London
Erstmals in der Saison 2013 findet eine Etappe der GCT auch im Vereinigten Königreich statt. Vom 6. Juni bis 9. Juni 2013 wurde das Turnier im International Quarter in London-Stratford ausgetragen. Das Turniergelände befand sich an der Westfield Avenue, in unmittelbarer Nähe zum Olympiapark.
Die Wertungsprüfung der GCT fand am 8. Juni 2013 ab 15:45 Uhr Ortszeit statt. Diese erstmals hier ausgetragene Prüfung war mit 450.000 € dotiert. Im ersten Umlauf der Prüfung schafften es 18 Starterpaare ohne Strafpunkte zu bleiben, diese qualifizierten sich für den zweiten Umlauf. Der zweite Umlauf stellte für den Reiter eine lösbare Aufgabe dar: kein Starter musste mehr als acht Strafpunkte hinnehmen, zehn Reiter qualifizierten sich mit einem erneuten Null-Fehler-Ritt für das Stechen.
Früh im Stechen setzte sich Christian Ahlmann mit Taloubet Z in Führung, diese behielt er bis kurz vor Ende des Stechens bei. Als vorletzter Starter ging Nick Skelton an den Start, der mit Big Star eine Hundertstelsekunde schneller war als Ahlmann. Als Letzter trat im Stechen Ben Maher an, der mit Cella bereits im ersten Umlauf die schnellste fehlerfreie Runde erreicht hatte. Auch im Stechen war er schnell und fehlerfrei und sicherte sich mit einer Zeit von 30,58 Sekunden den Sieg der britischen GCT-Etappe.
|             | Reiter            | Pferd      | 1. Umlauf | 1. Umlauf   | 2. Umlauf | 2. Umlauf   | Stechen  | Stechen | Wertungs- punkte |
| Strafpunkte | Reiter            | Pferd      | Zeit (s)  | Strafpunkte | Zeit (s)  | Strafpunkte | Zeit (s) |         | Wertungs- punkte |
| ----------- | ----------------- | ---------- | --------- | ----------- | --------- | ----------- | -------- | ------- | ---------------- |
| 1           | Ben Maher         | Cella      | 0         | -           | 0         | -           | 0        | 30,58   | 40               |
| 2           | Nick Skelton      | Big Star   | 0         | -           | 0         | -           | 0        | 31,85   | 37               |
| 3           | Christian Ahlmann | Taloubet Z | 0         | -           | 0         | -           | 0        | 31,86   | 35               |

(Plätze eins bis drei von insgesamt 50 Teilnehmern)

### 5. Prüfung: Cannes
Auch in Frankreich werden wie in den Vorjahren zwei Stationen der Global Champions Tour ausgetragen. Die erste hiervon war vom 13. Juni bis zum 15. Juni 2013 die Wertungsprüfung beim Turnier Jumping Cannes. Dieses fand im Stade des Hespérides in Cannes statt.
Der Große Preis, die Wertungsprüfung der GCT, wurde am 15. Juni ab 20:00 Uhr ausgetragen. Im ersten Umlauf blieben acht Reiter ohne Fehler, drei mussten lediglich einen Zeitstrafpunkt hinnehmen. Sieben weitere Pferd-Reiter-Paare mit jeweils vier Strafpunkten qualifizierten sich ebenfalls für den zweiten Umlauf. In diesem gelang es elf Starterpaaren, ohne Fehler zu blieben, fünf hiervon waren bereits im ersten Umlauf fehlerfrei und bildeten damit das Starterfeld des Stechens.
Im Stechen blieben alle Teilnehmer ohne Fehler. Mit einer Zeit, die über eine Sekunde schneller war als die des Zweitplatzierten, gewannen Marcus Ehning und Plot Blue die Prüfung.
|             | Reiter                 | Pferd       | 1. Umlauf | 1. Umlauf   | 2. Umlauf | 2. Umlauf   | Stechen  | Stechen | Wertungs- punkte |
| Strafpunkte | Reiter                 | Pferd       | Zeit (s)  | Strafpunkte | Zeit (s)  | Strafpunkte | Zeit (s) |         | Wertungs- punkte |
| ----------- | ---------------------- | ----------- | --------- | ----------- | --------- | ----------- | -------- | ------- | ---------------- |
| 1           | Marcus Ehning          | Plot Blue   | 0         | -           | 0         | -           | 0        | 36,22   | 40               |
| 2           | William Funnell        | Billy Congo | 0         | -           | 0         | -           | 0        | 37,33   | 37               |
| 3           | Maikel van der Vleuten | Verdi       | 0         | -           | 0         | -           | 0        | 37,47   | 35               |

(Plätze eins bis drei von insgesamt 48 Teilnehmern)

### 6. Prüfung: Monaco
Das Global Champions Tour-Turnier von Monaco fand vom 27. Juni bis zum 29. Juni 2013 am Ufer des Boulevard Albert 1er am Port Hercule statt. Das Turnier wird auf einem provisorisch für die Veranstaltung aufgeschütteten Sandplatz ausgetragen. Das Starterfeld des Jahres 2013 war im Vorgleich zu den Vorjahres schwächer besetzt, da zeitgleich der traditionsreiche und höher dotierte CHIO Aachen stattfand.
Im Großen Preis des Fürsten von Monaco gingen 49 Reiter mit ihren Pferden an den Start, in ersten Umlauf blieben sieben hiervon ohne Fehler. Drei Reiter mit einem Zeitstrafpunkt und acht Starter mit vier Strafpunkten qualifizierten sich ebenfalls für den zweiten Umlauf. In diesem blieben fünf Teilnehmer ohne Fehler, drei hiervon waren bereits im ersten Umlauf ohne Fehler gewesen und bildeten damit das Teilnehmerfeld des Stechens.
Als Erste ging Edwina Tops-Alexander in das Stechen, riskierte in einer Wendung jedoch zu viel und musste somit eine Verweigerung und Zeitstrafpunkte hinnehmen. Nach ihr ging William Funnell an den Start, der einen Abwurf hinnehmen musste und am Ende, wie bereits in Cannes, auf den zweiten Rang kam. Der Sieg ging an das letzte Starterpaar im Stechen, Richard Spooner und seinen 15-jährigen Wallach Cristallo. Beide hatten diese Prüfung bereits in den Jahren 2008 und 2009 gewonnen.
|             | Reiter                | Pferd       | 1. Umlauf | 1. Umlauf   | 2. Umlauf | 2. Umlauf   | Stechen  | Stechen | Wertungs- punkte |
| Strafpunkte | Reiter                | Pferd       | Zeit (s)  | Strafpunkte | Zeit (s)  | Strafpunkte | Zeit (s) |         | Wertungs- punkte |
| ----------- | --------------------- | ----------- | --------- | ----------- | --------- | ----------- | -------- | ------- | ---------------- |
| 1           | Richard Spooner       | Cristallo   | 0         | -           | 0         | -           | 0        | 40,39   | 40               |
| 2           | William Funnell       | Billy Congo | 0         | -           | 0         | -           | 4        | 34,23   | 37               |
| 3           | Edwina Tops-Alexander | Guccio      | 0         | -           | 0         | -           | 7        | 37,47   | 35               |

(Plätze eins bis drei von insgesamt 49 Teilnehmern)

### 7. Prüfung: Estoril
Die portugiesische Etappe der Global Champions Tour wurde im Hipódromo Manuel Possolo in Cascais ausgetragen. Da das benachbarte Estoril mit einer großen Werbekampagne als Sporttourismusregion beworben wird, wird als Veranstaltungsort üblicherweise Estoril genannt. Das Turnier wurde vom 4. bis 6. Juli 2013 durchgeführt, die Wertungsprüfung fand am Schlusstag ab 19:00 Uhr Ortszeit statt.
In ersten Umlauf des GCT-Springens blieben zehn Pferd-Reiter-Paare ohne Fehler, acht weitere Starterpaare mit vier Strafpunkten qualifizierten sich ebenso für den zweiten Umlauf. Im zweiten Umlauf, der wie das Stechen unter Flutlicht stattfand, wurde die erlaubte Zeit knapp gewählt. Daher mussten drei Reiter Zeitstrafpunkte hinnehmen. Neun Starter blieben im zweiten Umlauf ohne Fehler, fünf hiervon war dies bereits im ersten Umlauf gelungen, sie zogen in das Stechen ein. Im Stechen hatten zwei Starter erneut eine Nullrunde, der Sieg ging an den letzten Starter, Henrik von Eckermann mit Gotha FRH.
|             | Reiter               | Pferd       | 1. Umlauf | 1. Umlauf   | 2. Umlauf | 2. Umlauf   | Stechen  | Stechen | Wertungs- punkte |
| Strafpunkte | Reiter               | Pferd       | Zeit (s)  | Strafpunkte | Zeit (s)  | Strafpunkte | Zeit (s) |         | Wertungs- punkte |
| ----------- | -------------------- | ----------- | --------- | ----------- | --------- | ----------- | -------- | ------- | ---------------- |
| 1           | Henrik von Eckermann | Gotha FRH   | 0         | -           | 0         | -           | 0        | 39,76   | 40               |
| 2           | Scott Brash          | Sanctos     | 0         | -           | 0         | -           | 0        | 40,33   | 37               |
| 3           | Luciana Diniz        | Winningmood | 0         | -           | 0         | -           | 4        | 38,92   | 35               |

(Plätze eins bis drei von insgesamt 45 Teilnehmern)

### 8. Prüfung: Chantilly
Die zweite französische Etappe der Global Champions Tour fand vom 19. Juli bis zum 21. Juli 2013 auf dem Gelände der Rennbahn am Rande des Schlosses von Chantilly statt. Wertungspunkte für die Global Champions Tour konnten am Samstagnachmittag im Longines GCT Grand Prix of Chantilly geholt werden.
Im ersten Umlauf dieser Prüfung hatten 28 Starterpaare ein Ergebnis von vier oder weniger Strafpunkten, die 18 besten hiervon qualifizierten sich für den zweiten Umlauf. Elf Reitern gelang im ersten Umlauf ein Nullrunde, neun hiervon gelang dies erneut im zweiten Umlauf und qualifizierten sich damit für das Stechen. In diesem setzte sich früh Christian Ahlmann mit dem Hengst Codex One in Führung, sein Ergebnis blieb bis kurz vor Ende des Stechens unerreicht. Als vorletzte Starterin ging Beezie Madden mit Cortes 'C'  an den Start und war bei einer fehlerfreien Runde anderthalb Sekunden schneller als Ahlmann. Álvaro de Miranda Neto war der letzte Starter im Stechen, er war mit Bogeno nochmals fast zwei Sekunden schneller als Madden, hatte jedoch einen Hindernisabwurf und kam damit nur auf Rang sechs. Zu einem Schreckmoment kam es im Stechen, als Jérome Hurel und Ohm de Ponthual an einem Hindernis einen falschen Absprungpunkt wählten und es so zu einem Sturz beider an diesem Hindernis kam.
|             | Reiter            | Pferd      | 1. Umlauf | 1. Umlauf   | 2. Umlauf | 2. Umlauf   | Stechen  | Stechen | Wertungs- punkte |
| Strafpunkte | Reiter            | Pferd      | Zeit (s)  | Strafpunkte | Zeit (s)  | Strafpunkte | Zeit (s) |         | Wertungs- punkte |
| ----------- | ----------------- | ---------- | --------- | ----------- | --------- | ----------- | -------- | ------- | ---------------- |
| 1           | Beezie Madden     | Cortes 'C' | 0         | -           | 0         | -           | 0        | 41,58   | 40               |
| 2           | Christian Ahlmann | Codex One  | 0         | -           | 0         | -           | 0        | 43,08   | 37               |
| 3           | Scott Brash       | Sanctos    | 0         | -           | 0         | -           | 0        | 43,79   | 35               |

(Plätze eins bis drei von insgesamt 50 Teilnehmern)

### 9. Prüfung: Valkenswaard
In den Niederlanden war die Global Champions Tour vom 16. August bis zum 18. August 2013 zu Gast: Das Turnier fand am Heimatort des Serienbegründers Jan Tops in Valkenswaard statt. Die Wertungsprüfung der GCT wurde am Samstag (17. August) ab 14:15 Uhr durchgeführt.
Im ersten Umlauf der Prüfung blieben 18 Starterpaare ohne Fehler. Dies entsprach genau der für den zweiten Umlauf vorgesehenen Teilnehmerzahl. Den zweiten Umlauf knapp verpasste der katarische Reiter Bassem Hassan Mohammed, der mit Rosalia 28 Hundertstelsekunden hinter der erlaubten Zeit blieb. Im zweiten Umlauf blieben deutlich weniger Pferd-Reiter-Paare fehlerfrei, nur fünf schafften damit die Qualifikation für das Stechen.
Im Stechen kamen drei von fünf Reitern aus den Niederlanden, dennoch konnte diese nicht in die Entscheidung um den Sieg mit eingreifen. Als erster Starter ging Simon Delestre mit Qlassic Bois Margot an den Start, blieb ohne Fehler und einer gemäßigten Zeit. Die drei nachfolgenden niederländischen Starter musste jeweils einen oder zwei Hindernisabwürfe hinnehmen. Als letzter Starter ging Álvaro Affonso de Miranda Neto in das Stechen, mit Bogeno war er fehlerfrei und vier Sekunden schneller als Delestre.
|             | Reiter                 | Pferd               | 1. Umlauf | 1. Umlauf   | 2. Umlauf | 2. Umlauf   | Stechen  | Stechen | Wertungs- punkte |
| Strafpunkte | Reiter                 | Pferd               | Zeit (s)  | Strafpunkte | Zeit (s)  | Strafpunkte | Zeit (s) |         | Wertungs- punkte |
| ----------- | ---------------------- | ------------------- | --------- | ----------- | --------- | ----------- | -------- | ------- | ---------------- |
| 1           | Álvaro de Miranda Neto | Bogeno              | 0         | -           | 0         | -           | 0        | 40,48   | 40               |
| 2           | Simon Delestre         | Qlassic Bois Margot | 0         | -           | 0         | -           | 0        | 44,48   | 37               |
| 3           | Gerco Schröder         | London              | 0         | -           | 0         | -           | 4        | 41,33   | 35               |

(Plätze eins bis drei von insgesamt 50 Teilnehmern)

### 10. Prüfung: Lausanne

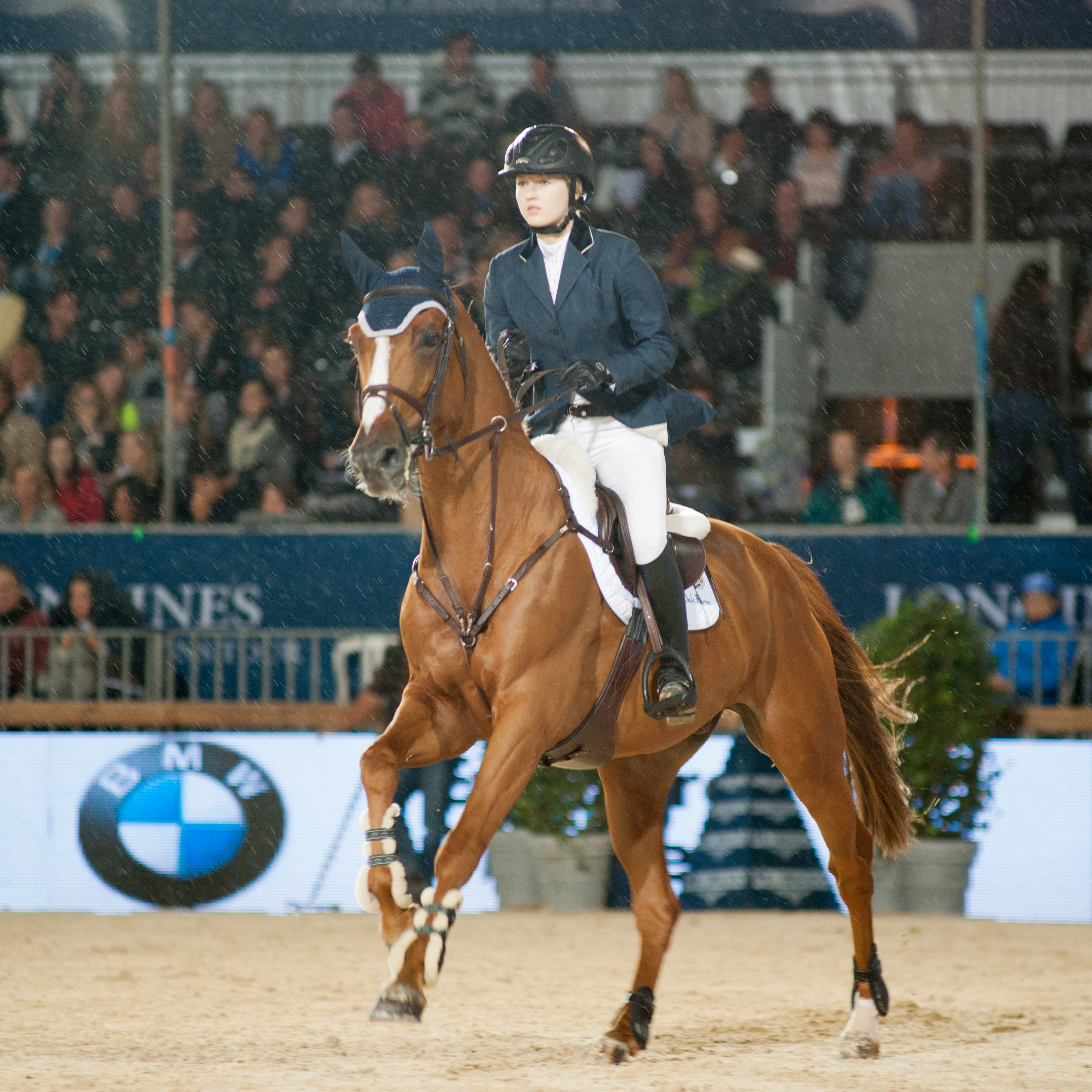
Sieger in strömenden Regen: Lucy Davis gewann mit Barron die Wertungsprüfung in Lausanne

Zum zweiten Mal legte die Global Champions Tour einen Stopp in der Schweiz ein. Austragungsort für das GCT-Turnier war Lausanne, der Sitz vieler Sportverbände und -organisationen. Die Lausanne International Horse Show wurde vom 12. September bis zum 14. September 2013 auf dem Place de Bellerive am Genfersee durchgeführt.
Der GCT Grand Prix de la Ville de Lausanne fand am 14. September ab 18 Uhr statt. Im ersten Umlauf der Prüfung blieben 17 Pferd-Reiter-Paare fehlerfrei, so dass sich daneben nur ein weiteres Paar für den zweiten Umlauf qualifizierte. Für das Stechen qualifizierten sich im zweiten Umlauf neun Starter, die dort erneut ohne Fehler blieben. Schreckmoment im zweiten Umlauf war der Sturz von Laura Kraut, der jedoch glimpflich verlief.
Im Stechen setzte sich Patrice Delaveau mit seinem Hengst Carinjo HDC in Führung und konnte auch lange nicht verdrängt werden. Sein ebenfalls vom Stall Haras des Coudrettes gesponserter Landsmann Kevin Staut verpasst mit Silvana HDC die Zeit von Delaveau um sieben Hundertstelsekunden. Als letzte Starterin ging die 21-jährige US-Amerikanerin Lucy Davis mit Barron an den Start. Die von Markus Beerbaum trainierte Reiterin blieb fehlerfrei und war zudem schneller als Patrice Delaveau und sicherte sich damit ihren ersten Sieg bei einer Global Champions Tour-Etappe.
|             | Reiter           | Pferd       | 1. Umlauf | 1. Umlauf   | 2. Umlauf | 2. Umlauf   | Stechen  | Stechen | Wertungs- punkte |
| Strafpunkte | Reiter           | Pferd       | Zeit (s)  | Strafpunkte | Zeit (s)  | Strafpunkte | Zeit (s) |         | Wertungs- punkte |
| ----------- | ---------------- | ----------- | --------- | ----------- | --------- | ----------- | -------- | ------- | ---------------- |
| 1           | Lucy Davis       | Barron      | 0         | -           | 0         | -           | 0        | 38,57   | 40               |
| 2           | Patrice Delaveau | Carinjo HDC | 0         | -           | 0         | -           | 0        | 38,90   | 37               |
| 3           | Kevin Staut      | Silvana HDC | 0         | -           | 0         | -           | 0        | 38,97   | 35               |

(Plätze eins bis drei von insgesamt 46 Teilnehmern)

### 11. Prüfung: Wien

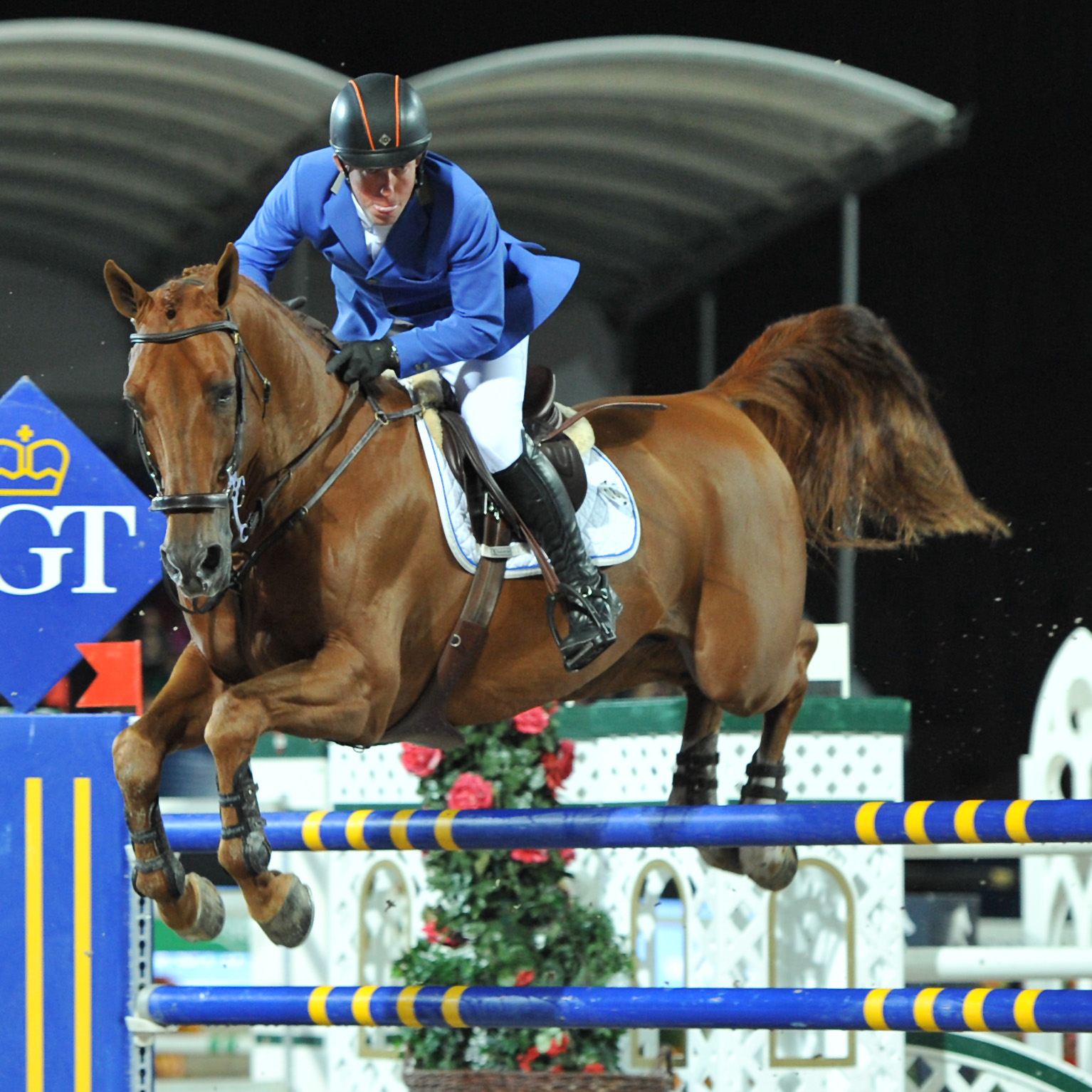
Siegreich in Wien: Gerco Schröder und London

Ebenfalls zum zweiten Mal fand, eine Woche nach Lausanne, in Österreich eine Global Champions Tour-Prüfung statt. Hier wurde unter dem Motto Pferd findet Stadt auf dem Wiener Rathausplatz das Turnier Vienna Masters durchgeführt. Das von einem Organisationskomitee um den Springreiter Thomas Frühmann veranstaltete Turnier wurde vom 19. September bis zum 22. September 2013 ausgetragen.
Das Turnier und auch die am Samstagabend stattfindende GCT-Wertungsprüfung waren von regnerischem Wetter geprägt. Im ersten Umlauf blieben 11 Starter ohne Fehler, 13 von 47 Reiter mussten Zeitstrafpunkte hinnehmen. Im zweiten Umlauf bildete die erlaubte Zeit ebenfalls eine große Herausforderung für die Teilnehmer, sieben von 18 Reitern bekamen hier Zeitstrafpunkte. Bis kurz vor Ende des zweiten Umlaufs lag Rolf-Göran Bengtsson mit Casall alleine fehlerfrei in Führung. Die letzten drei Starter im Umlauf schafften jedoch ebenfalls fehlerfreie Runden und sicherten damit das Stechen.
Im Stechen gelang Gerco Schröder als zweitem Starter der erste fehlerfreie Ritt. Harrie Smolders zeigte mit seinem 9-jährigen Wallach Jackson Hole eine langsamere fehlerfrei Runde. Luciana Diniz ging mit Winningmood als letzte Reiterin in das Stechen, musste jedoch zwei Hindernisabwürfe hinnehmen und lag damit am Ende auf dem vierten Rang.
|             | Reiter               | Pferd        | 1. Umlauf | 1. Umlauf   | 2. Umlauf | 2. Umlauf   | Stechen  | Stechen | Wertungs- punkte |
| Strafpunkte | Reiter               | Pferd        | Zeit (s)  | Strafpunkte | Zeit (s)  | Strafpunkte | Zeit (s) |         | Wertungs- punkte |
| ----------- | -------------------- | ------------ | --------- | ----------- | --------- | ----------- | -------- | ------- | ---------------- |
| 1           | Gerco Schröder       | London       | 0         | -           | 0         | -           | 0        | 36,65   | 40               |
| 2           | Harrie Smolders      | Jackson Hole | 0         | -           | 0         | -           | 0        | 44,30   | 37               |
| 3           | Rolf-Göran Bengtsson | Casall       | 0         | -           | 0         | -           | 0        | 37,13   | 35               |

(Plätze eins bis drei von insgesamt 47 Teilnehmern)

### Shanghai
Als vorletzte Station der Global Champions Tour war eine Etappe in der chinesischen Sonderwirtschaftszone Shanghai vorgesehen. Wie bereits im Vorjahr wurde diese jedoch abgesagt. Immer noch sind die aus den Quarantänebedingungen resultierenden Probleme (Ausfuhr von Pferden aus China nach Europa nicht zulässig) nicht gelöst.

### 12. Prüfung: Doha
Nachdem im Vorjahr Abu Dhabi Austragungsort der Schlussetappe der GCT war, wird diese 2013 in Doha durchgeführt. Austragungsort des Turniers, welches vom 21. November bis zum 23. November 2013 stattfindet, ist die neuerbaute Reitanlage Al Shaqab. Diese wurde bereits im März 2013 mit einem großen Turnier eröffnet. Aufmerksamkeit erreichte das GCT-Finalturnier, da es sich hierbei um die erste größere Sportveranstaltung in Katar handelte, nachdem Amnesty International medienwirksam Kritik an den Arbeits- und Lebensbedingungen von Arbeitsmigrantenden im Emirat geübt hatte.
Die letzte GCT-Wertungsprüfung der Saison startete am 23. November ab 17:15 Uhr Ortszeit, der zweite Umlaufs begann gegen 20 Uhr. Im ersten Umlauf der Prüfung gelang 11 Teilnehmern ein fehlerfreier Ritt, weitere sieben Reiter mit vier Strafpunkten qualifizierten sich für den zweiten Umlauf. Der zweite Umlauf war sehr anspruchsvoll gebaut, keinem der Reiter mit vier Strafpunkten gelang eine fehlerfreie Runde. Auch die bisher strafpunktfreien Reiter taten sich schwer: nur drei von ihnen blieben erneut ohne Fehler und zogen damit in das Stechen ein. Christian Ahlmann und der Belgier Constant van Paesschen waren im zweiten Umlauf zu langsam und beendeten die Prüfung mit einem Zeitstrafpunkt.
Als erster Teilnehmer ging Ludger Beerbaum in das Stechen. Mit Chiara zeigte er eine schnelle, fehlerfreie Runde. Marcus Ehning und sein Hengst Plot Blue hatten wenig Glück im Stechen: Gleich zu Beginn fiel eine Stange, so dass er die Prüfung auf Platz drei beendete. Als letzter Starter ging Scott Brash in das Stechen: Nachdem er mit dem Einzug in das Stechen bereits den Gesamtsieg der Global Champions Tour-Gesamtwertung 2013 sicher hatte, konnte er hier volles Risiko gehen. Mit Sanctos blieb er erneut fehlerfrei und war am Ende 66 Hundertstelsekunden schneller als Beerbaum. Damit gewann Brash an seinem 28. Geburtstag auch die Wertungsprüfung in Doha.
|             | Reiter          | Pferd     | 1. Umlauf | 1. Umlauf   | 2. Umlauf | 2. Umlauf   | Stechen  | Stechen | Wertungs- punkte |
| Strafpunkte | Reiter          | Pferd     | Zeit (s)  | Strafpunkte | Zeit (s)  | Strafpunkte | Zeit (s) |         | Wertungs- punkte |
| ----------- | --------------- | --------- | --------- | ----------- | --------- | ----------- | -------- | ------- | ---------------- |
| 1           | Scott Brash     | Sanctos   | 0         | -           | 0         | -           | 0        | 43,17   | 40               |
| 2           | Ludger Beerbaum | Chiara    | 0         | -           | 0         | -           | 0        | 43,83   | 37               |
| 3           | Marcus Ehning   | Plot Blue | 0         | -           | 0         | -           | 0        | 47,81   | 35               |

(Plätze eins bis drei von insgesamt 41 Teilnehmern)

## Gesamtwertung
Die Gesamtwertung entschied über den Gesamtsieg der Global Champions Tour. Anhand dieser Rangliste wurde am Ende der Saison ein Bonus-Preisgeld an die erfolgreichsten Reiter der Global Champions Tour vergeben.
|    | Reiter                 | Madrid | Hamburg | Wies- baden | London | Cannes | Monaco | Estoril | Chantilly | Valkens- waard | Lausanne | Wien | Doha | Wertungs- punkte | Preisgeld (Bonus) |
| -- | ---------------------- | ------ | ------- | ----------- | ------ | ------ | ------ | ------- | --------- | -------------- | -------- | ---- | ---- | ---------------- | ----------------- |
| 1  | Scott Brash            | (0)    | (0)     | —           | 32     | 29     | (0)    | 37      | 35        | (0)            | 30       | (0)  | 40   | 203              | 294.500 €         |
| 2  | Christian Ahlmann      | —      | 40      | 25          | 35     | (24)   | —      | 24      | 37        | (0)            | (23)     | —    | 33   | 194              | 190.000 €         |
| 3  | Laura Kraut            | 37     | —       | 40          | 28     | 27     | —      | 29      | (0)       | 26             | (19)     | (21) | (0)  | 187              | 123.500 €         |
| 4  | Álvaro de Miranda Neto | 35     | —       | 31          | 25     | (0)    | —      | —       | 31        | 40             | —        | (0)  | 23   | 185              | 76.000 €          |
| 5  | Edwina Tops-Alexander  | (0)    | 25      | 37          | 26     | (0)    | 35     | (0)     | (0)       | 28             | (0)      | 30   | (0)  | 181              | 47.500 €          |
| 6  | Ludger Beerbaum        | (0)    | (0)     | 33          | (24)   | (21)   | —      | 27      | 33        | 25             | 25       | (22) | 37   | 180              | 33.250 €          |
| 7  | Luciana Diniz          | 31     | 23      | (21)        | 31     | (0)    | —      | 35      | 25        | (0)            | (0)      | 33   | (0)  | 178              | 33.250 €          |
| 8  | Rolf-Göran Bengtsson   | —      | 31      | (23)        | (0)    | 31     | (0)    | 23      | (0)       | —              | 32       | 35   | 25   | 177              | 19.000 €          |
| 9  | Harrie Smolders        | 32     | 21      | (0)         | (0)    | (0)    | —      | (0)     | 27        | 33             | (0)      | 37   | 20   | 170              | 19.000 €          |
| 10 | Nick Skelton           | 23     | —       | —           | 37     | —      | —      | 26      | 30        | —              | 26       | 23   | —    | 165              | 19.000 €          |
| 11 | Maikel van der Vleuten | 22     | 22      | (0)         | (0)    | 35     | —      | —       | (0)       | 29             | (0)      | 27   | 29   | 164              | 19.000 €          |
| 12 | William Funnell        | (0)    | (0)     | 0           | 33     | 37     | 37     | 31      | —         | —              | 21       | —    | —    | 159              | 14.250 €          |
| 13 | Patrice Delaveau       | (0)    | —       | —           | 30     | 22     | —      | —       | 19        | 21             | 37       | —    | 26   | 155              | 14.250 €          |
| 14 | Gerco Schröder         | (0)    | 26      | (0)         | (0)    | 19     | —      | (0)     | (0)       | 35             | 0        | 40   | 31   | 151              | 14.250 €          |
| 15 | Marcus Ehning          | 28     | 20      | (0)         | —      | 40     | —      | —       | —         | 24             | (0)      | 0    | 35   | 147              | 9.500 €           |
| 16 | Jane Richard Philips   | (0)    | (0)     | 27          | (0)    | 32     | 19     | (0)     | 32        | (0)            | (0)      | 0    | 30   | 140              | 9.500 €           |
| 17 | Pius Schwizer          | 29     | 27      | —           | (0)    | (0)    | —      | —       | (0)       | 27             | 27       | 29   | 0    | 139              | 7.125 €           |
| 18 | Denis Lynch            | 33     | (0)     | 29          | (0)    | 28     | (0)    | (0)     | 23        | (0)            | (0)      | 0    | 24   | 137              | 7.125 €           |

Plätze eins bis 18, die sechs besten Ergebnisse eines jeden Reiters gingen in die Gesamtwertung ein.